# Safer Sex
Der englische Begriff Safer Sex (deutsch: „Geschützter Sex“) kam im Zuge der Verbreitung von HIV bzw. AIDS auf und beschreibt ein Bündel von Vorsichtsmaßnahmen, die einzeln oder in ihrer Gesamtheit dazu beitragen, das Risiko einer Ansteckung mit sexuell übertragbaren Krankheiten deutlich zu reduzieren. Der Komparativ safer verweist darauf, dass es keinen absoluten Schutz vor einer Infektion geben kann, wenngleich das Risiko beim Sexualkontakt erheblich herabgesetzt wird. Es gilt, sich so zu verhalten, dass keine Körperflüssigkeiten in den Körper des Sexualpartners und umgekehrt keine Körperflüssigkeiten des Partners in den eigenen Körper gelangen. Insofern dient Safer Sex zugleich der Empfängnisverhütung.

## Entwicklung und Geschichte
Die ersten Ansätze für „Safer Sex“ – in Form der Verwendung von Kondomen aus tierischen Membranen – sind schon über 3000 Jahre alt, dienten aber primär der Empfängnisverhütung, da insbesondere das Konzept des Krankheitserregers lange Zeit unbekannt war.
In der Zeit nach dem Zweiten Weltkrieg bis zur Kulturrevolution der 1968er Jahre wurden einige weitere bedeutende Entdeckungen gemacht, insbesondere das Penicillin und die Antibabypille. Das Penicillin war unter anderem wirksam gegen die Syphilis, eine der bis dahin gefürchtetsten sexuell übertragbaren Krankheiten. Die Antibabypille versprach wirksamen Schutz vor ungewollten Schwangerschaften. Diese Entwicklungen ermöglichten jungen Menschen der 1968er Jahre (siehe auch 68er-Bewegung), eine Zeit der sexuellen Freizügigkeit einzuläuten, die unter anderem von einem erhöhten Grad an Promiskuität („Freie Liebe“) geprägt war.
Dies änderte sich schlagartig und radikal, als die tödliche Immunschwächekrankheit AIDS sich weltweit epidemieartig ausbreitete. Ihr Erreger HIV war für Medikamente nicht angreifbar; AIDS stellte sich als unheilbar heraus. Das Vermeiden einer Infektion trat in den Vordergrund und das Konzept des Safer Sex fand seinen Weg in das Bewusstsein einer breiten Öffentlichkeit. Große Werbeaktionen versuchen seither, die Menschen zur Beachtung der Richtlinien für „Safer Sex“ und insbesondere zum regelmäßigen und selbstverständlichen Gebrauch von Kondomen zu bewegen, um so der Ausbreitung von AIDS und anderen sexuell übertragbaren Krankheiten entgegenzuwirken.
Die Entwicklung lebensverlängernder Medikamente für HIV-Positive und die Agitation politisch oder religiös motivierter Kreise, die meist Enthaltsamkeit als Alternative propagieren (siehe z. B. True Love Waits), haben die Aufklärung über Safer Sex seit dem Jahr 2000 ins Stocken gebracht. Insbesondere die römisch-katholische Kirche untersagte ihren Mitgliedern, bis auf wenige Ausnahmen, explizit den Gebrauch von Kondomen.

## Funktionsweise
Safer Sex heißt, sich stets so zu verhalten, dass eigene Körperflüssigkeiten wie Sperma, Vaginalsekret, Blut oder Blutspuren, Speichel und andere nicht in den Körper der Partnerin oder des Partners gelangen, und dass umgekehrt solche Körperflüssigkeiten nicht in den eigenen Körper gelangen.
Krankheitsauslösende Keime (Pilze, Bakterien, Viren etc.) befinden sich in unterschiedlicher Konzentration in verschiedenen Körperflüssigkeiten. Sie sind meist im Blut am höchsten, aber auch im Sperma und in der Vaginalflüssigkeit finden sich bei Infizierten oft hohe Konzentrationen an den jeweiligen Krankheitserregern. In anderen Flüssigkeiten ist die Konzentration zwar nicht Null, aber so niedrig, dass man davon ausgeht, dass die Infektionsgefahr beim Kontakt gering ist.
Da viele Keime durch die Schleimhäute (Vulva, Vagina, Anus, Eichel, Mund, Augen, Nase) aufgenommen werden können, ist es besonders wichtig, den Kontakt von Körperflüssigkeiten mit den Schleimhäuten zu vermeiden.
Für verschiedene Sexualpraktiken gelten unterschiedliche Richtlinien. Generell gilt, je stärker die Beanspruchung des Gewebes ist („harter Sex“), desto einfacher ist es für die Krankheitserreger, in das Gewebe einzudringen. Generell sollte bei der Benutzung von Kondomen auf ausreichende Befeuchtung (Gleitgel) geachtet werden, um das Risiko eines Defektes zu verringern und die Beanspruchung des Gewebes zu begrenzen.

### Umgang mit Kondomen, Handschuhen und Gleitmittel
Hilfsmittel sind Kondome, Handschuhe aus Latex und Gleitmittel. Das Gleitmittel schützt die Schleimhäute der Vulva und Vagina, am vorderen Teil des Penis, im Anus und im Rektum vor Irritation und es vermindert die mechanische Belastung des Kondoms erheblich. Eine der häufigsten Ursachen für ein Reißen des Kondoms ist der Verzicht auf Gleitmittel. Das Gleitmittel muss für die Verwendung zusammen mit Kondom oder Handschuh geeignet und freigegeben sein. Geeignet sind fettfreie Gleitmittel (zum Beispiel auf Glycerin- bzw. Wasserbasis oder Silikonbasis).

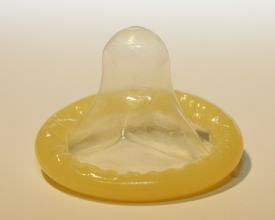
Das Kondom – bekannteste und wichtigste Schutzmaßnahme
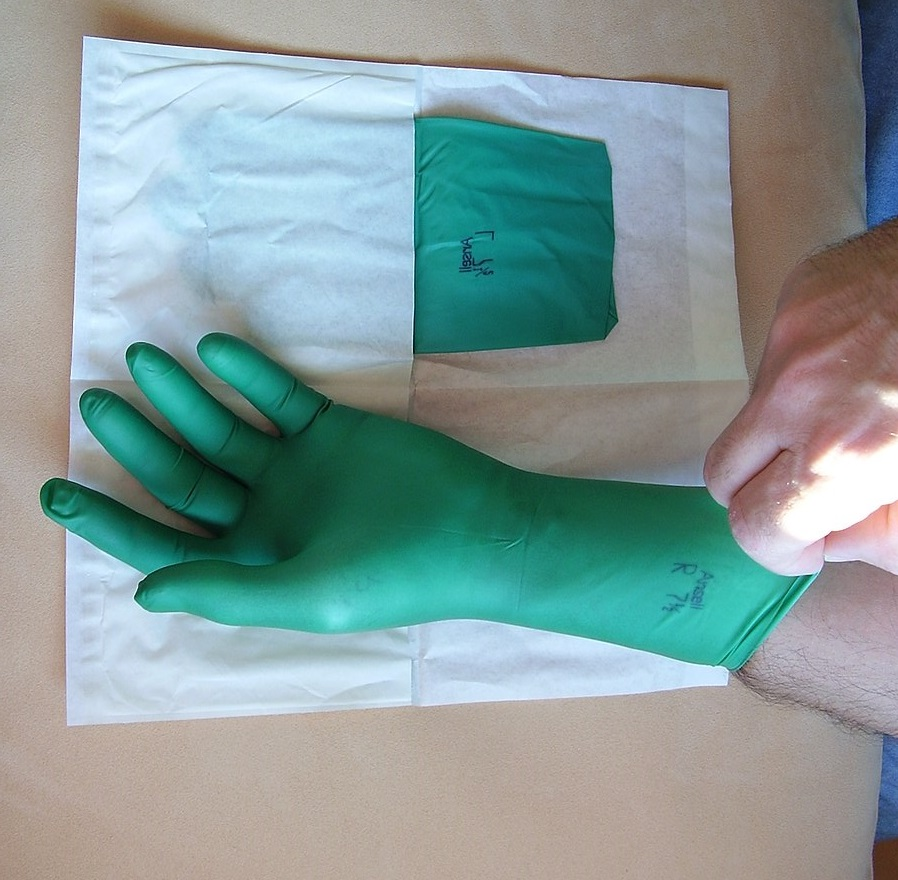
Latexhandschuh
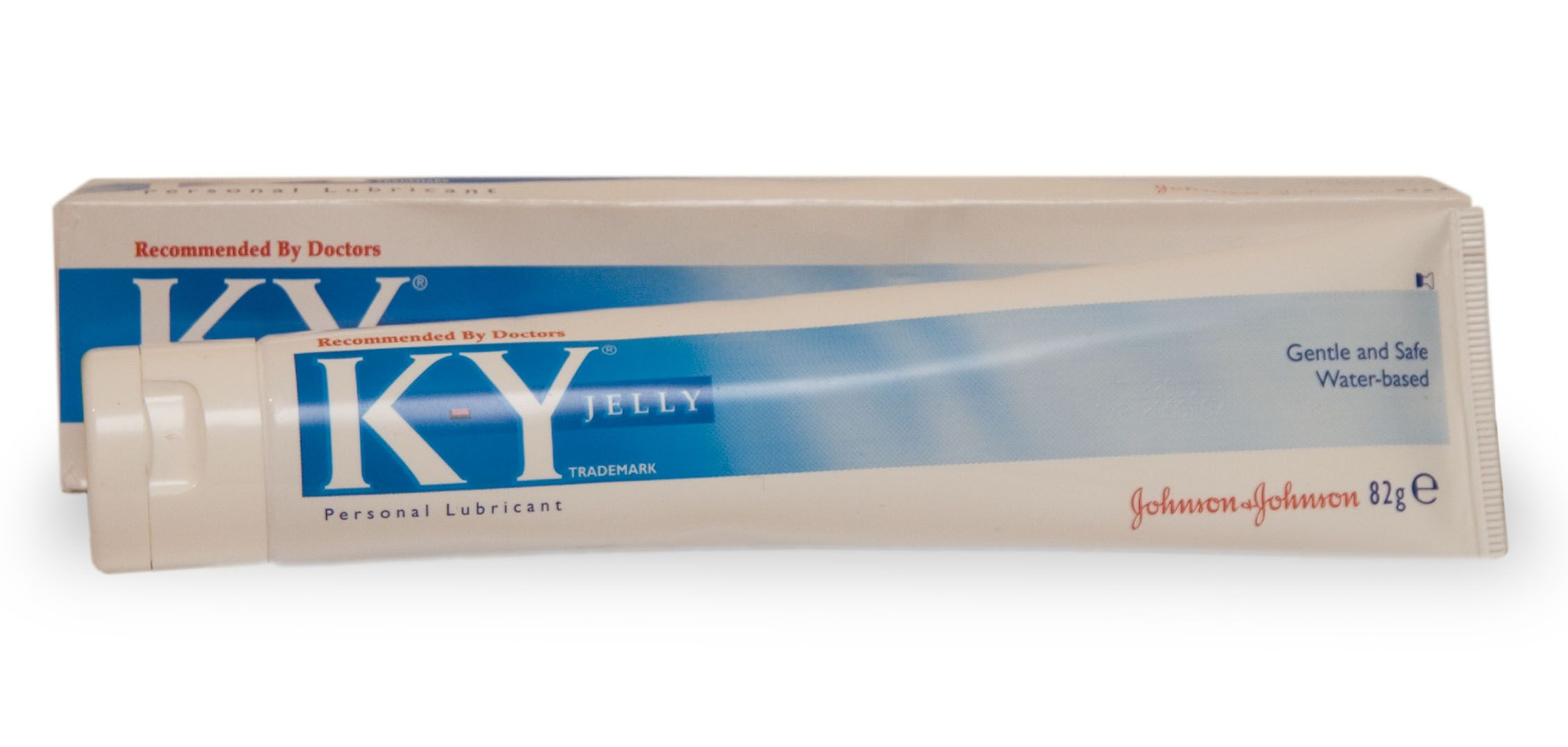
Gleitmittel auf Wasserbasis

Fetthaltige Substanzen (wie zum Beispiel Öle) zersetzen das Latex, wodurch es durchlässig für Krankheitserreger wird oder reißen kann. Für die Verwendung mit fetthaltigen Substanzen eignen sich jedoch Kondome aus Polyethylen (PE) und Polyurethan (PUR).

### Vermeidung von Penetration
Viele Sexualpraktiken kommen ohne das Eindringen („Penetration“) in den Körper des Partners aus; diese werden meist dem Petting zugeordnet. Dringt der Penis des Mannes nicht in Mund, Vagina oder After des Partners ein, kann dorthin auch kein Sperma gelangen. Petting gilt daher als sicher, solange nicht Körperflüssigkeiten in den Partner oder auf offene Wunden befördert werden. Sperma auf unverletzter Haut (nicht auf den Schleimhäuten) gilt als sicher.
Es ist zu beachten, dass Petting zwar in Bezug auf die meisten Krankheiten als Safe angesehen wird, dass es aber durch Petting zu Schwangerschaften kommen kann, was daran liegt, dass Spermien beweglicher sind als die meisten Keime. Es kann für eine Schwangerschaft genügen, wenn Spermaspuren in die Nähe der Vagina geraten.

### Schutzmaßnahmen beim Petting
Beim Petting wird HIV nicht übertragen, sofern keine Verletzungen an den Fingern sind, durch die Viren aus Menstruationsblut oder Sperma in die Haut eindringen können. Erreger wie Chlamydien und Humane Papillomviren können jedoch auch durch Schmierinfektion übertragen werden. Ein Schutz gegen die Übertragung sind Einmalhandschuhe.

### Schutzmaßnahmen für den Oralverkehr
Bei Fellatio sollte insbesondere auf die Ejakulation in den Mund- und Rachenraum verzichtet werden, besonders das Verschlucken von Sperma birgt ein hohes Infektionsrisiko. Bei Wundstellen beziehungsweise bei entzündeten Schleimhäuten im Mund oder Rachen sollte auf Fellatio verzichtet werden, da dadurch ein erhöhtes Infektionsrisiko entsteht.
Beim Cunnilingus sollte der Kontakt mit Menstruationsblut vermieden werden, welches ebenfalls hochinfektiös ist. Während der Menstruation sollten also Schutzmaßnahmen wie Femidom oder Lecktuch ergriffen oder ganz auf Cunnilingus verzichtet werden.
Oralsex wird in Hinblick auf sexuell übertragbarere Erkrankungen häufig als „sicherer“ als Vaginalsex angesehen. Jedoch sind sexuell übertragbare Krankheiten (= sexually transmitted infections (STIs)) auch bei Oralverkehr übertragbar. So sind beispielsweise Chlamydien bei verschiedenen Formen des Oralverkehrs übertragbar. Das Risiko einer Infektion kann durch ein Kondom bei Fellatio, beziehungsweise ein Femidom oder Lecktuch beim Cunnilingus, jedoch vermindert werden.

### Schutzmaßnahmen für den Vaginalverkehr
Wichtigste Schutzmaßnahme ist die Verwendung von Kondomen oder Femidomen, welche einerseits den Kontakt des Penis mit dem Vaginalsekret oder Blut vermeidet und andererseits das Eindringen von Spermien oder Präejakulat in die Vagina verhindert.

### Schutzmaßnahmen für den Analverkehr
Der Analverkehr wird allgemein als eine Sexualpraktik mit sehr hohem Infektionsrisiko angesehen, insbesondere für Infektionen mit HIV. Unsachgemäß ausgeführter Analverkehr führt häufig zu Verletzungen, aus denen Blut austritt, das dann mit dem Penis des aktiven Partners in Kontakt kommt. Kondome verhindern hier den wechselseitigen Kontakt von Körperflüssigkeiten mit Schleimhäuten. Zusätzlich kann der Gebrauch von Gleitmittel das Verletzungsrisiko und damit das Risiko des Kontakts mit Blut weiter senken. Insbesondere verhindert das Kondom den Kontakt von Sperma mit der Darmschleimhaut, durch die Keime selbst dann aufgenommen werden können, wenn die Schleimhaut unverletzt ist.

### Schutzmaßnahmen für die Prostatamassage
Entsprechendes gilt für die Prostatamassage, bei der das Rektum sowie die Hand mit dem penetrierenden Finger durch einen mit reichlich Gleitgel bestrichenen Einmalhandschuh zu schützen ist, und im Falle einer Ejakulation der Kontakt mit dem Sperma entweder vorsorglich durch einen zweiten Handschuh oder durch Vermeiden der Berührung des Ejakulats verhindert wird.

### Schutzmaßnahmen beim Fisting
Das Fisting ist eine Sexualpraktik, bei der das Gewebe sowohl des aktiven Partners (Hand) als auch des passiven Partners (Darm, Vagina) stark belastet und gedehnt wird. Dadurch besteht ein großes Verletzungsrisiko und dadurch ein erhöhtes Risiko für Kontakte mit Blut. Das Verletzungsrisiko kann durch Gleitmittel vermindert werden. Außerdem werden Latexhandschuhe empfohlen, die einen direkten Kontakt mit Blut an Wundstellen oder Schleimhäuten verhindern.

### Umgang mit „blutigen“ Sexualpraktiken
Auf blutige Sexualpraktiken, wie sie im Bereich des BDSM gelegentlich praktiziert werden, sollte für die Einhaltung von Safer Sex-Maßstäben verzichtet werden, wenn nicht ausgeschlossen werden kann, dass Erreger zwischen den Sexualpartnern von Wunde zu Wunde oder Wunde zu Schleimhäuten übertragen werden könnten. Das Risiko eines Kontaktes mit infektiösem Blut ist bei solchen Sexualpraktiken extrem hoch.

### Sicherung von Sexspielzeug
Viele Menschen benutzen beim Sex Spielzeuge wie zum Beispiel Dildos. Sofern diese in den Körper eingebracht werden, können darauf Rückstände von Körperflüssigkeiten zurückbleiben, die ein Infektionsrisiko darstellen. Die gemeinsame Nutzung solcher Spielzeuge durch mehrere Personen sollte daher vermieden oder das Spielzeug durch Überziehen eines für jede Person frischen Kondoms gesichert werden. Vor und nach Gebrauch sollte das Spielzeug stets gereinigt werden.
Dies lässt sich per Hand mit Wasser und Seife erledigen. Es sollte in der Anleitung geprüft werden, ob das Spielzeug wasserdicht ist. Falls nicht, sollten die entsprechenden Stellen nicht unter fließendem Wasser, sondern vorsichtig mit einem feuchten Tuch gereinigt werden. Insbesondere bei Spielzeug, welches sowohl anal als auch in anderen Körperöffnungen verwendet wird, sollte zusätzlich mit einem geeigneten Desinfektionsmittel desinfiziert werden. Spielzeug aus Silikon und Stahl, welches über keine Elektronik verfügt, lässt sich sterilisieren, indem man es einige Minuten abkocht.

### Umgang mit Gruppensex
Beim Gruppensex besteht auch bei Verwendung eines Kondoms die besondere Gefahr, dass Körperflüssigkeiten auf der Außenseite des Kondoms zurückbleiben und von einem passiven Partner auf einen anderen übertragen werden. Diese Gefahr kann vermieden werden, wenn bei jedem Partnerwechsel auch ein neues, frisches Kondom benutzt wird. Dies erfordert eine hohe Disziplin, die jedoch oft nicht im nötigen Maß eingehalten wird. Gruppensex bietet daher auch bei Beachtung der Safer-Sex-Richtlinien ein höheres Restrisiko und sollte daher nach Möglichkeit vermieden oder eingeschränkt werden (möglichst wenige Partnerwechsel während eines Gruppenspiels).

### Alkohol und andere Drogen
Alkoholisierte oder unter dem Einfluss anderer Drogen stehende Menschen treffen oft irrationale und unvernünftige Entscheidungen. Dadurch sind meist Hemmschwellen herabgesetzt und die Risikobereitschaft stark erhöht, wodurch bei den Betreffenden die Bereitschaft zu unsicherem Verhalten steigt. Gelegentlich kommt es sogar zu Sex, während einer der Partner bewusstlos ist und selbst nicht mehr auf die Einhaltung von Safer Sex achten kann.

### Aufklärung und Wissen
Eine wichtige und sinnvolle Ergänzung zur Beachtung der Richtlinien für Safer Sex ist ein umfangreiches Wissen um die Infektionswege und Symptome verschiedener Krankheiten. Viele „handwerkliche“ Fehler können vermieden werden, wenn man über Sinn und Wirkungsweise der verschiedenen Schutzmaßnahmen gut Bescheid weiß.

## Erste Hilfe
Safer Sex ist nicht perfekt, es bestehen auch bei der Beachtung von Safer Sex verschiedene Risiken. Insbesondere im Zustand sexueller Erregung, in dem die Rationalität oft herabgesetzt ist, werden wichtige Vorsichtsmaßnahmen gelegentlich außer Acht gelassen. Manchmal kann es auch vorkommen, dass der Partner den Wunsch nach Safer Sex nicht respektiert (bis hin zur Vergewaltigung) oder es kann einfach das Kondom versagen und reißen (3–4 % der Anwendungen unter jungen Erwachsenen).
Sollte es aus irgendwelchen Gründen zu einem der oben beschriebenen Kontakte mit potenziell infektiösen Körperflüssigkeiten kommen, empfiehlt es sich, die betroffene Stelle umgehend gründlich zu waschen, idealerweise unter Verwendung eines geeigneten Desinfektionsmittels, beispielsweise hochprozentiger Alkohol, Jodtinktur oder dreiprozentige Wasserstoffperoxidlösung.
Bei Aufnahme von Sperma in die Scheide oder in den Enddarm kann äußerliches Abbrausen zur Risikominderung beitragen. Durch Pressen beziehungsweise Stuhlgang kann versucht werden, aufgenommenes Sperma teilweise aus der Scheide oder dem Enddarm zu entfernen und damit eine Reduktion der Viruslast zu erreichen. Es wird abgeraten, innere Spülungen von Scheide oder Enddarm vorzunehmen, da dabei die Infektionsgefahr durch mögliche Verletzungen und tieferes Hineinspülen der Krankheitserreger eher erhöht als verringert wird.
Gehört der Partner zu einer Hochrisikogruppe oder ist bekannt HIV-positiv, sollte man idealerweise binnen 2, maximal jedoch 48 Stunden einen Arzt aufsuchen. Das gilt insbesondere bei einer Vergewaltigung, wenn das Opfer möglicherweise aus Scham Hilfe erst verzögert in Anspruch nimmt. Mit einem Schnelltest kann, das Einverständnis des Partners vorausgesetzt, binnen ca. 30 Minuten dessen Serostatus ermittelt und gegebenenfalls eine sogenannte Postexpositionsprophylaxe eingeleitet werden. Diese vermindert das Ansteckungsrisiko um etwa 75 Prozent.

## Besonderheiten bei bestimmten Krankheiten

### HPV
Humane Papillomviren gehören zu den häufigsten sexuell übertragbaren Infektionen. Die meisten dieser Infektionen verlaufen ohne Symptome. Gegen die Hochrisiko-HPV-Typen gibt es keine Therapie. Durch Verwendung von Kondomen kann eine HPV-Infektion nicht sicher verhindert werden, denn manche HPV-Typen kommen nicht nur auf Schleimhäuten, sondern im Genital- und Analbereich auch auf der Haut vor. Daher ist eine Übertragung auch durch engen Körperkontakt möglich.

### Syphilis
Die Syphilis ist eine weltweit verbreitete, tödliche Infektionskrankheit, die durch das Bakterium Treponema pallidum ausgelöst wird. Etwa die Hälfte aller Infektionen verläuft ohne Symptome. Der Erreger findet sich in allen Körperflüssigkeiten, auch im Speichel. Schon ein Kuss kann ansteckend sein. Kondome vermindern die Infektionsgefahr, schließen diese jedoch nicht aus. Die meisten Safer-Sex-Regeln, die vor HIV schützen, schützen nur eingeschränkt vor Syphilis.
Der Primäraffekt an der Eintrittsstelle des Bakteriums, ein häufig schmerzloses Geschwür, beginnt als Papel in Form eines hirsekorngroßen Knotens am Genital oder an den Lippen, in Mund, Rachen, am Anus oder im Rektum, einhergehend mit einer Lymphknotenschwellung. Das Sekret aus diesem Geschwür ist hochansteckend. Eine Syphilisinfektion kann eine HIV-Infektion begünstigen. Syphilis ist mit hochdosiertem Penicillin (Mindestdauer 10 Tage) in den frühen Krankheitsstadien behandelbar und heilbar. Da die Behandlung aber mit fortschreitendem Krankheitsverlauf immer schwieriger wird, sind Frühdiagnose und Frühbehandlung wesentlich für den zu erwartenden Behandlungserfolg. Zur Kontrolle des Therapieerfolgs gibt es serologische Untersuchungen.

### HIV und AIDS

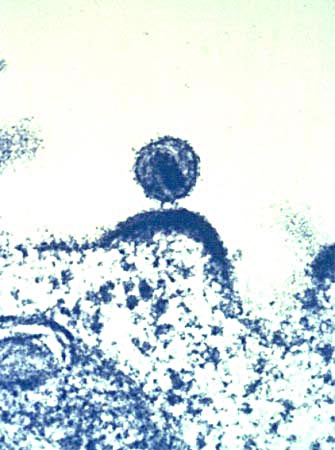
HI-Virus, das sich aus einer Immunzelle herauslöst

Oralverkehr gilt in Bezug auf HIV weitgehend als sicher, sowohl Fellatio als auch Cunnilingus; jedoch nur, wenn es bei Fellatio nicht zur Ejakulation in den Mund kommt und der Cunnilingus nicht während der Menstruation ausgeführt wird. In dieser Zeit kann es zu Kontakt mit infektiösem Menstruationsblut kommen.
Die Ansteckungsgefahr ist unmittelbar nach einer Infektion mit HIV am größten, weil dann die Viruslast im Blut am höchsten ist. Da der HIV-Antikörper-Test ein diagnostisches Fenster von sechs Wochen hat, liegt die Zeit mit dem größten Infektionsrisiko ausgerechnet in der Zeit, in der sich bei einem Test noch keine klaren Aussagen machen lassen. Trotz Vorliegens eines aktuellen negativen HIV-Tests kann aus diesem allein keine Aussage über den gegenwärtigen Infektionsstatus der betreffenden Person abgeleitet werden.

### Hepatitis
Hepatitis ist eine hochansteckende und je nach Erreger tödliche Krankheit. Die Infektiosität von Hepatitis ist deutlich höher als die von HIV. Es genügt eine sehr viel kleinere Viruslast für eine Infektion. Hepatitis hat, im Vergleich zu HIV, ein wesentlich höheres Risiko, durch zum Beispiel orale Praktiken wie Cunnilingus oder Fellatio übertragen zu werden. Die Gefahr einer Infektion kann drastisch verringert werden durch Verwendung von Barrieremethoden (Kondom, Lecktuch), sowie durch eine Impfung, die in vielen Fällen von den Krankenkassen übernommen wird. Auch gemeinsame Benutzung zum Beispiel von Sexspielzeug oder Zahnbürsten kann das Virus übertragen und muss daher vermieden werden.
Gegen Hepatitis A und Hepatitis B sind Impfungen möglich und empfohlen, gegen Hepatitis C ist gegenwärtig kein Impfstoff in Sicht.

### Weitere Krankheiten
Weitere Risiken sind beispielsweise Gonorrhoe, Chlamydien, Papillomaviren sowie die genitale Form von Herpes. Mit einer Prävalenz von 5 bis 10 % sehr häufig ist in Deutschland eine Infektion mit Chlamydien, die in bis zu 75 % der Fälle unerkannt bleibt, jedoch unter anderem zu Unfruchtbarkeit von Frauen führen kann und hoch ansteckend ist.

## Kritik
Immer wieder wird auch Kritik an Safer Sex geübt. Die Motivation für diese Kritik ist sehr unterschiedlich.

### Ablehnung von Kondomen durch die katholische Kirche
Der Vatikan hat als Sprecher der katholischen Kirche klar Stellung bezogen und den Mitgliedern der katholischen Kirche Safer Sex explizit verboten. Als Begründung für dieses Verbot wurde genannt, dass nur jene sexuellen Aktivitäten zulässig seien, die innerhalb einer gültigen Ehe stattfinden und die direkt auf die Zeugung von Kindern ausgerichtet sind, beziehungsweise bei denen die Zeugung von Kindern möglich ist. Das ist bei Safer Sex ausgeschlossen, daher ist Safer Sex für Katholiken verboten. Man argumentiert weiter, dass dies der Verbreitung von Geschlechtskrankheiten keinen Vorschub leistet, da Enthaltsamkeit und eheliche Treue einen zuverlässigeren Schutz vor Ansteckung bieten und somit eine Alternative zu Safer Sex darstellen.
Der Vatikan hat im Dezember 2003 seine Kritik an den staatlichen Safer-Sex-Kampagnen unter anderem in Form einer Abhandlung mit dem Titel Family Values Versus Safe Sex (Familienwerte versus sicheren Geschlechtsverkehr) veröffentlicht. In dem Text kritisiert Kardinal Alfonso López Trujillo die vorbehaltlose Empfehlung von Kondomen, da sie noch weniger vor Ansteckung mit Geschlechtskrankheiten als vor ungewollten Schwangerschaften schützten.
Unter Papst Benedikt XVI. sprach sich Kardinal Baragàn für eine Ausnahme des grundsätzlichen Kondomverbots aus, falls in einer Ehe ein Ehepartner HIV-infiziert ist.
Demgegenüber wird von der Evangelischen Kirche in Deutschland (EKD) für den Gebrauch von Kondomen zur Bekämpfung der Immunschwächekrankheit geworben. Die EKD-Kammer für nachhaltige Entwicklung äußert im Juli 2007 in einer Studie Für ein Leben in Würde, dass zur Bekämpfung von HIV „die Verwendung von Kondomen sowie der Verzicht auf Promiskuität“ gehöre. Im 58-seitigen Text wird 22 Mal das Wort „Kondom“ verwendet.

### Förderung von unmoralischem Verhalten
Eine weitere Form der Kritik wendet sich gegen die Förderung von „unmoralischem Verhalten“. Diese Argumentationsweise findet sich besonders häufig in den USA. Es wird argumentiert, dass durch die Möglichkeit der Verminderung von Ansteckungsrisiken die Angst vor der Ausübung von Sexualität vermindert wird und auf diese Weise unmoralisches Verhalten gefördert würde, was wiederum eine Vergrößerung des Ansteckungsrisikos mit sich brächte.
Diese Beobachtung der Risikokompensation wird gestützt durch eine Studie, nach der Homosexuelle den durch Kondome gewonnenen Schutz durch häufigere Partnerwechsel wieder aufs Spiel setzten.

### Kampagnen in Afrika
In Uganda hat dagegen eine Kampagne für eheliche Treue beziehungsweise gegen Promiskuität zur deutlichen Abnahme der HIV-Neuinfektionen geführt.
Der Erfolg in Uganda beruhte auf einem ABC-Programm. Es setzte zwar auch auf Keuschheit (Abstinenz) und Treue (Be faithful), aber Safer Sex (Condoms) war integraler Bestandteil. Die Abkehr von Safer Sex geschah erst in jüngster Zeit und droht das bisher Erreichte zunichtezumachen.

## Rechtliche Aspekte
In Deutschland ist die vorsätzliche Infizierung eines anderen Menschen mit dem HI-Virus und anderen Krankheiten als Körperverletzung (§§ 223 ff. StGB) oder als Tötungsdelikt (§§ 211 ff. StGB) strafbar.
In Österreich gelten Gesetze gegen die vorsätzliche (§ 178 öStGB) und die fahrlässige (§ 179 öStGB) Gefährdung von Menschen durch übertragbare Krankheiten. In diesem Falle wäre die Gefährdung als gemeingefährliche strafbare Handlung zu werten.
In der Schweiz steht sowohl fahrlässiges wie vorsätzliches Verbreiten von menschlichen Krankheiten nach Art. 231 StGB unter Strafe.

## Verwandte Themen
- Safer Use – Maßnahmen zur Unterbindung der Virenübertragung zwischen Drogenkonsumenten.